# Andreas Graser
Andreas Graser († 13. Dezember 1609) war Abt des Stiftes St. Peter und Pfarrer in der Steiermark.
Wegen seines jungen Alters und einer überdurchschnittlichen Bildung galt Abt Andreas Graser als Hoffnungsträger für das Stift St. Peter. Allerdings häuften sich bald Schulden und Gerüchte über seine vermeintliche Spielsucht. Ebenso erregte sein Vorhaben, den Konvent der Petersfrauen aufzuheben, um ein Priesterseminar im Sinne des Tridentinischen Konzils in den Räumlichkeiten einzurichten, Unmut. Zu der Durchführung des Plans kam es nie, weil Fürsterzbischof Wolf Dietrich von Raitenau das Damenstift 1583 aufhob und Franziskanermönche dorthin brachte.
Graser wurde am 15. Jänner 1584 seines Amtes enthoben und an den Wallfahrtsort Mariazell versetzt. Er engagierte sich in der Pfarrseelsorge der umliegenden Dörfer (1590 scheint er als Pfarrer zu Scheifling auf). Bei seiner Beerdigung in Mariazell wurde er dafür gelobt, apostasierte Katholiken zur katholischen Kirche zurückgeführt zu haben.